# بنویت هابی
بنویت هابی (انگلیسی: Benoît Haaby؛ زادهٔ ۴ ژانویهٔ ۱۹۸۲) بازیکن فوتبال اهل فرانسه است.
از باشگاه‌هایی که در آن بازی کرده‌است می‌توان به باشگاه فوتبال کلرمون فوت، باشگاه ورزشی آمیان، و باشگاه فوتبال سوشو اشاره کرد.